# Масівці
Масівці́ — село в Україні, у Хмельницькій міській громаді Хмельницького району Хмельницької області. Населення становить 900 осіб.

## Історія
Перша згадка про село Масівці датується 1446 роком у публікації М. Грушевського в збірнику «Записки наукового товариства ім. Шевченка». Наступна згадка про Масівці знайдена у книзі Леона Бялковського «Поділля в XVI віці», що вийшла польською мовою у Варшаві. В 1982 році в українському перекладі з'явився щоденник дворянина Ульріха фон Вердума, який відвідав Масівці в 1671 році. Він докладно описав свою подорож по Поділлю: «Болотистою рівниною до села Масівці одна миля. Це село серед боліт, оточене частоколом та з малим укріпленням, спорудженим по місцевому досить сильно, з валами, ровом, і частоколом».
Назва села змінювалась з часом, були такі варіанти, як:
Masyowcze (1493 рік), Massowcze (1530—1542 роки), Масовцы (1530—1542 роки), Maczofce (1630—1650 роки), Masiowce (1661 роки), Masijowce (1789 роки), Масиовцы (1855 роки), Мацевцы, Масевцы (1889 рік), Масіовці (1926 рік), Масівці (1946 рік), Масивцы (1956 рік).
Село Масівці у різні століття належало до різних повітів та районів:
- XVI століття — Летичівський повіт;
- XIX століття — Летичівський повіт;
- XX століття — Хмельницький район.

Масівці розташоване за 25 км від районного центру і за 6 км від залізничної станції Богданівці. Населення — 1254 особи.

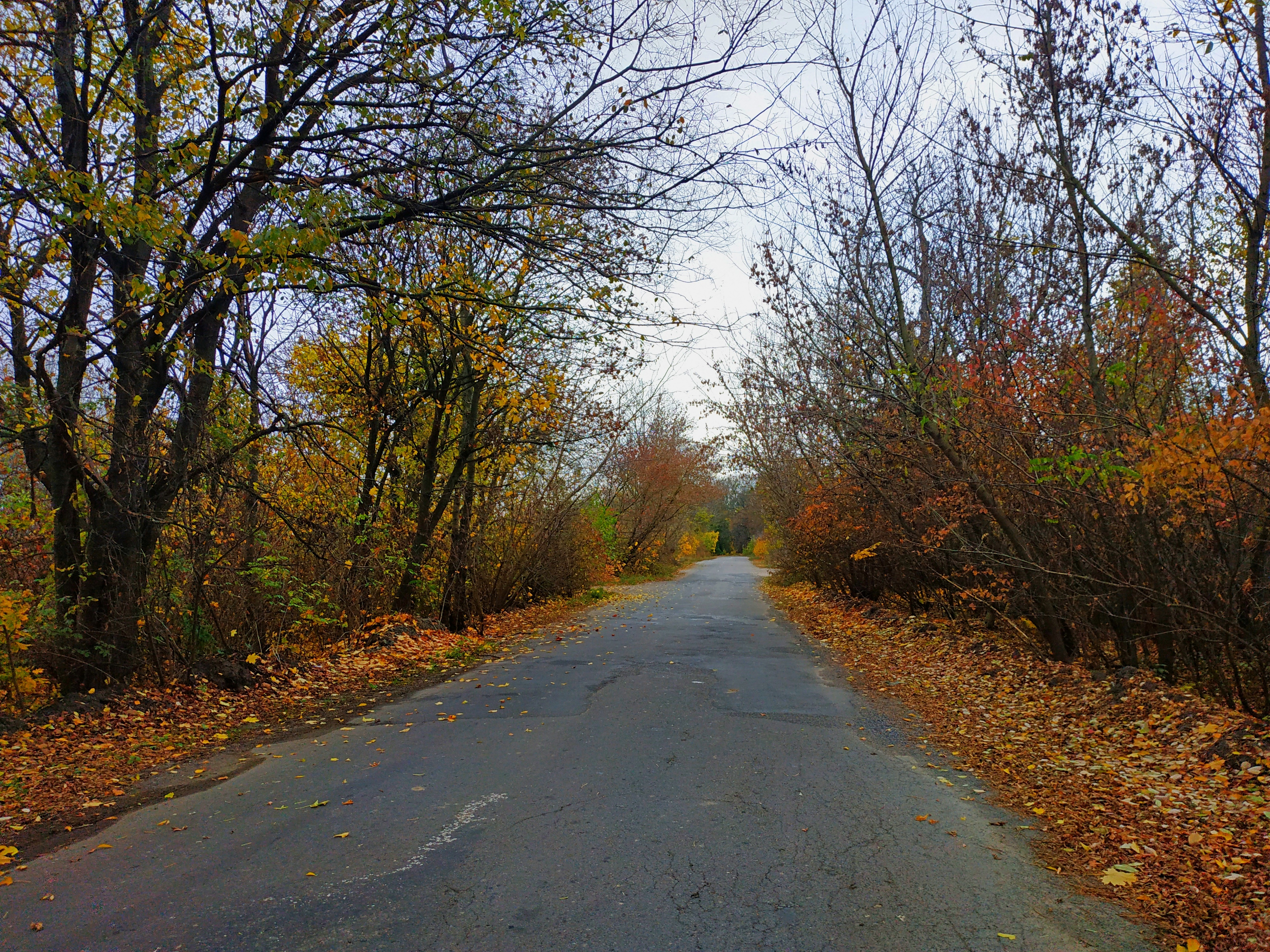
Осіння дорога в Масівці
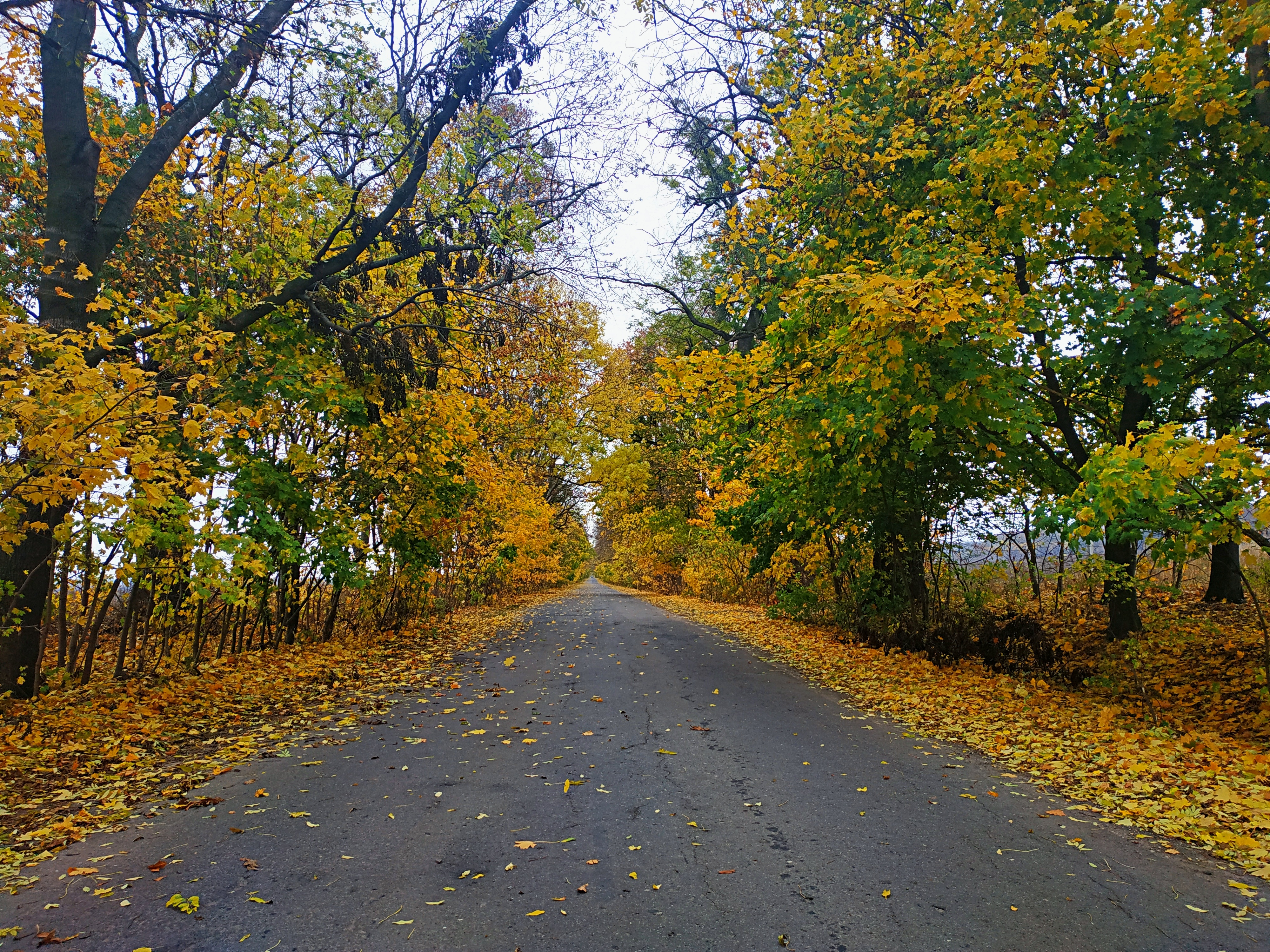
Дорога в Масівці
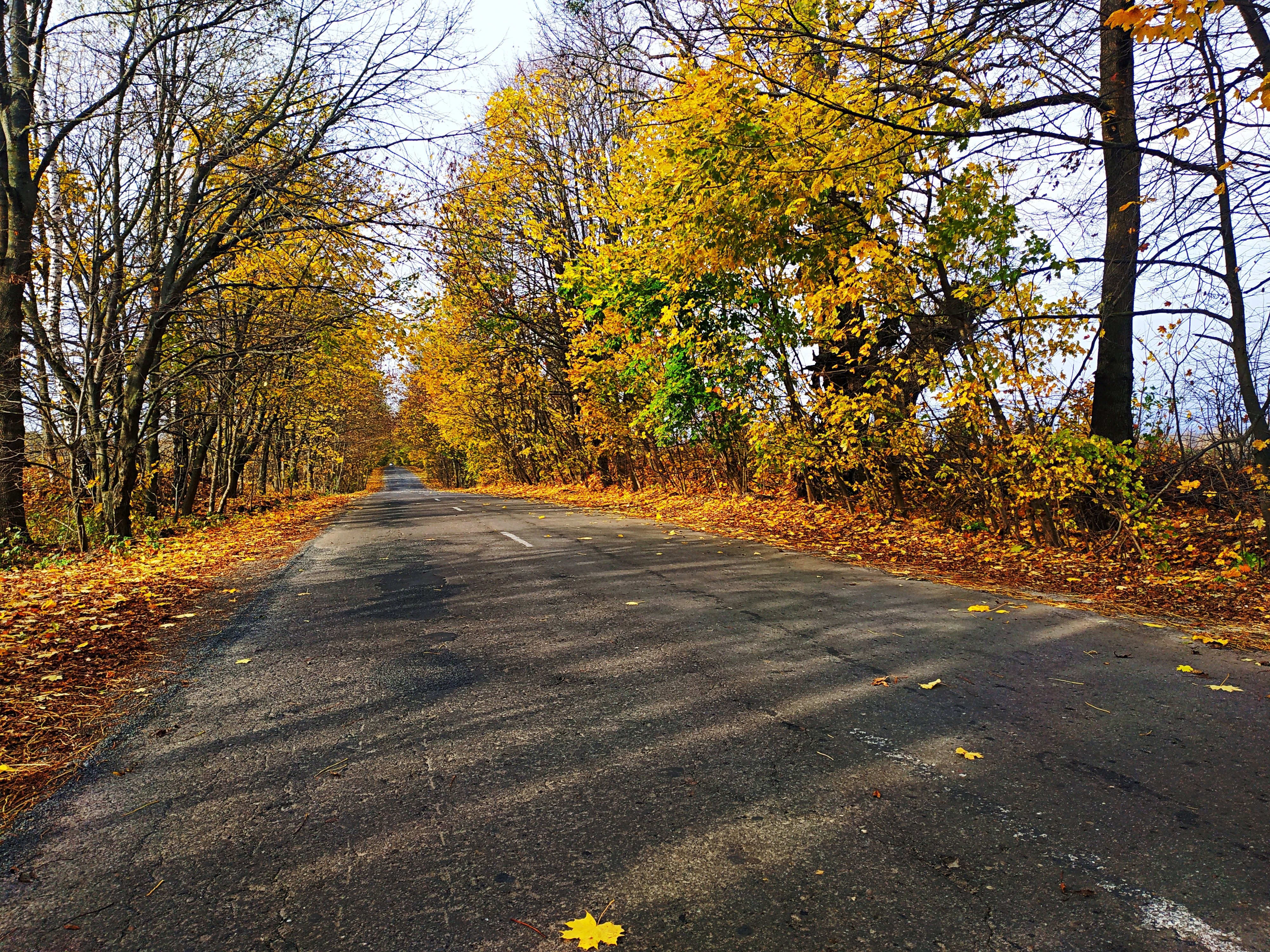
Дорога з Масівець в Богданівці восени
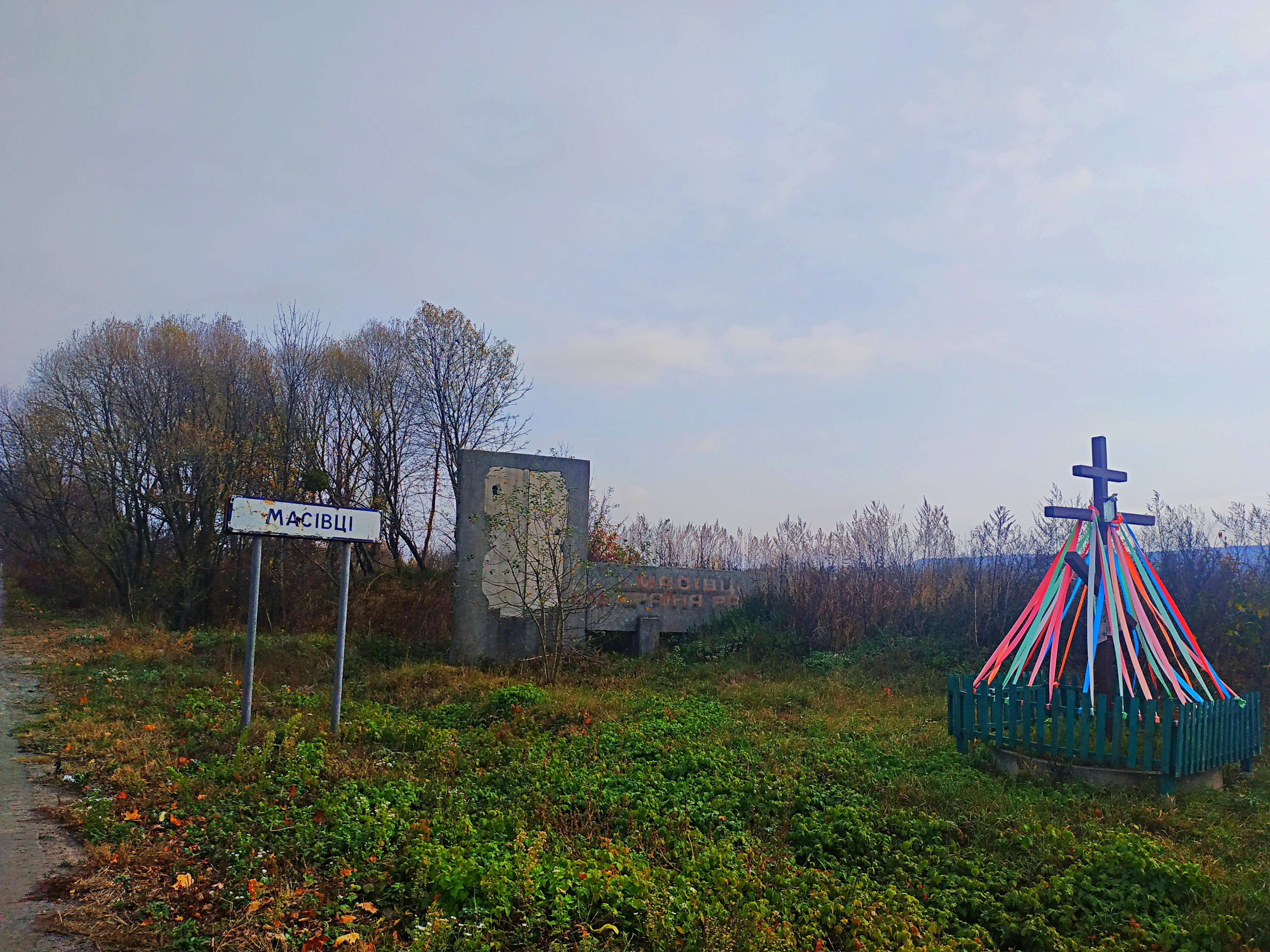
В’їзд у село
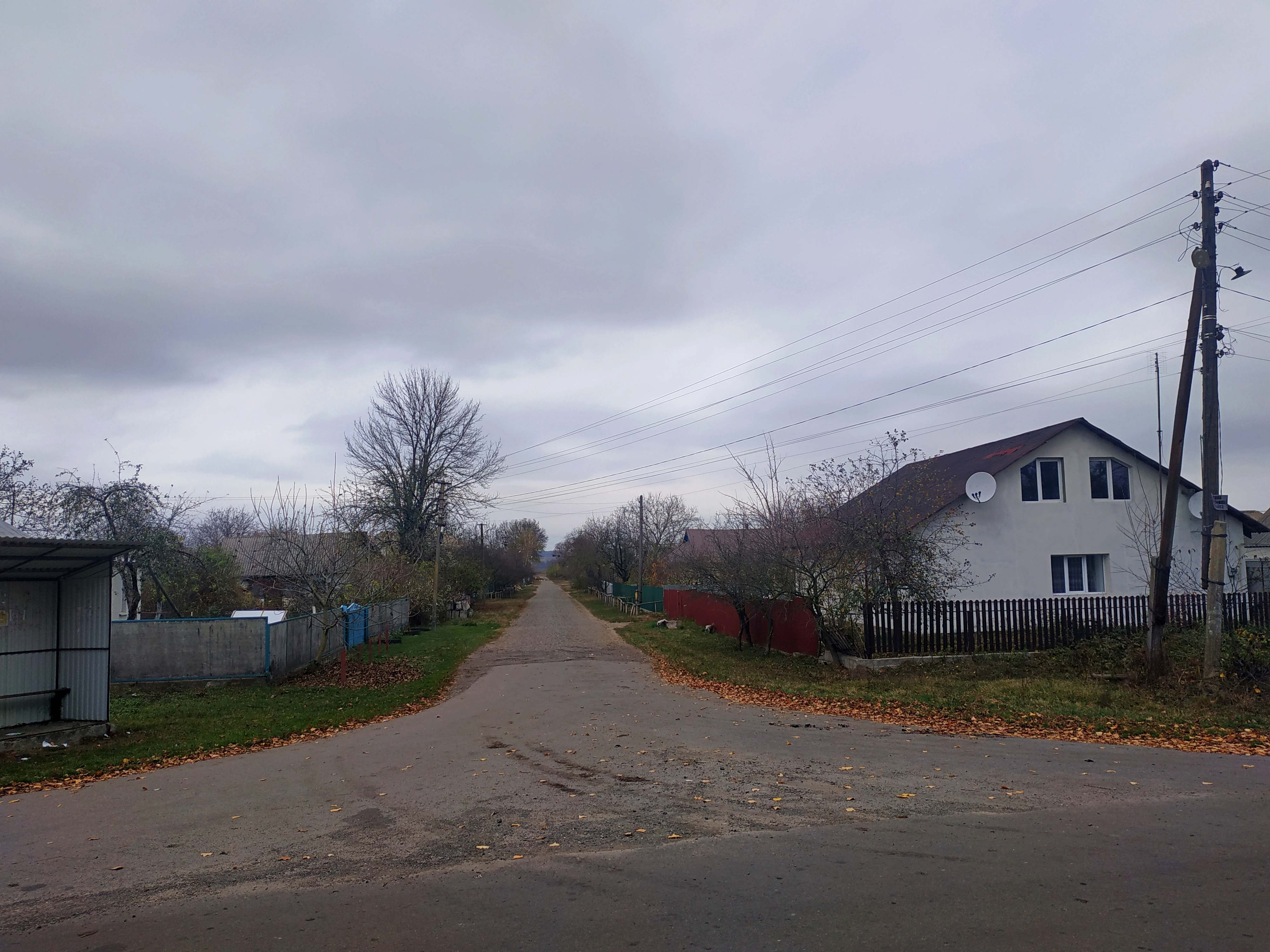
Вулиця в Масівцях
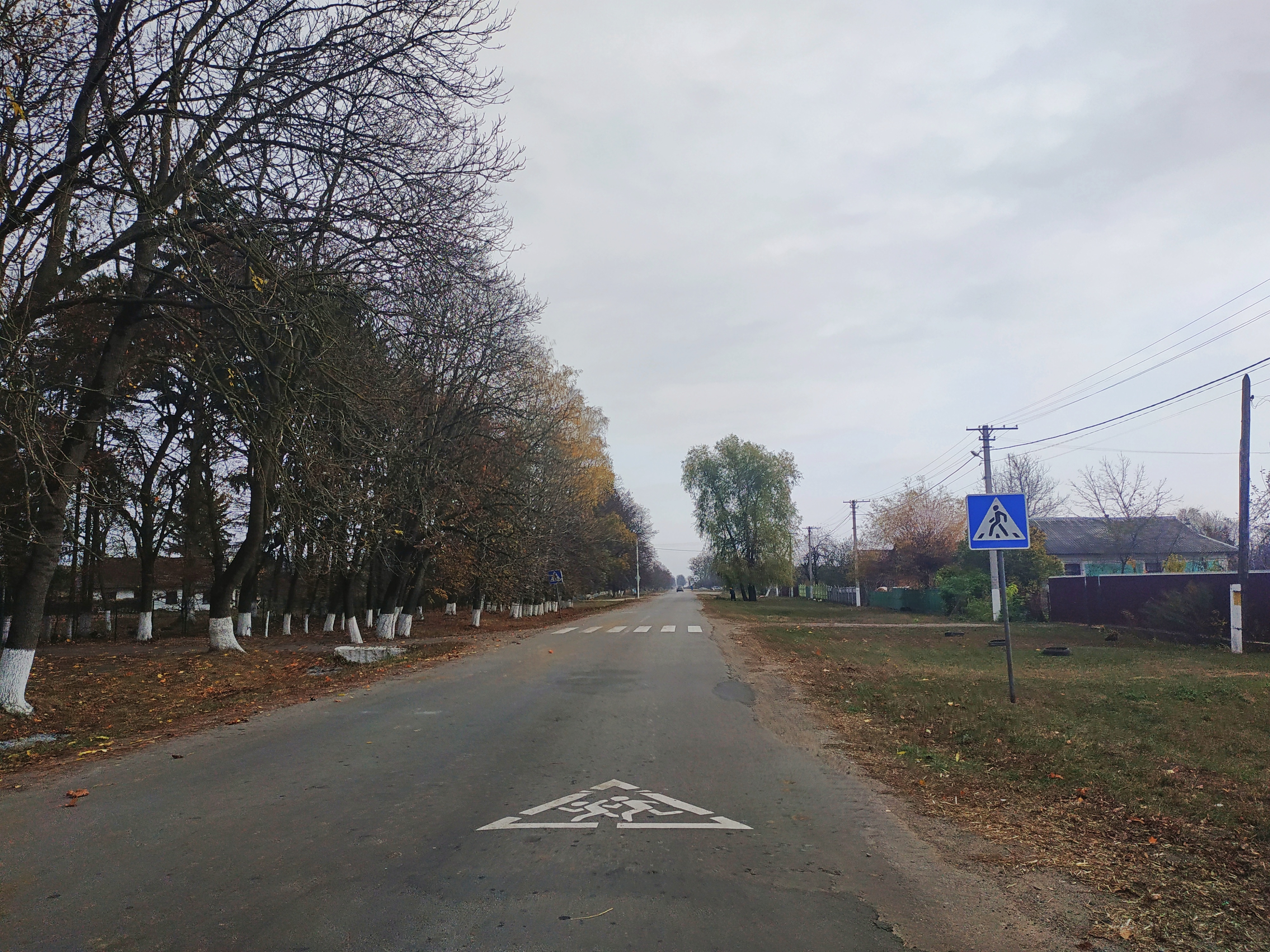
Вулиця Центральна
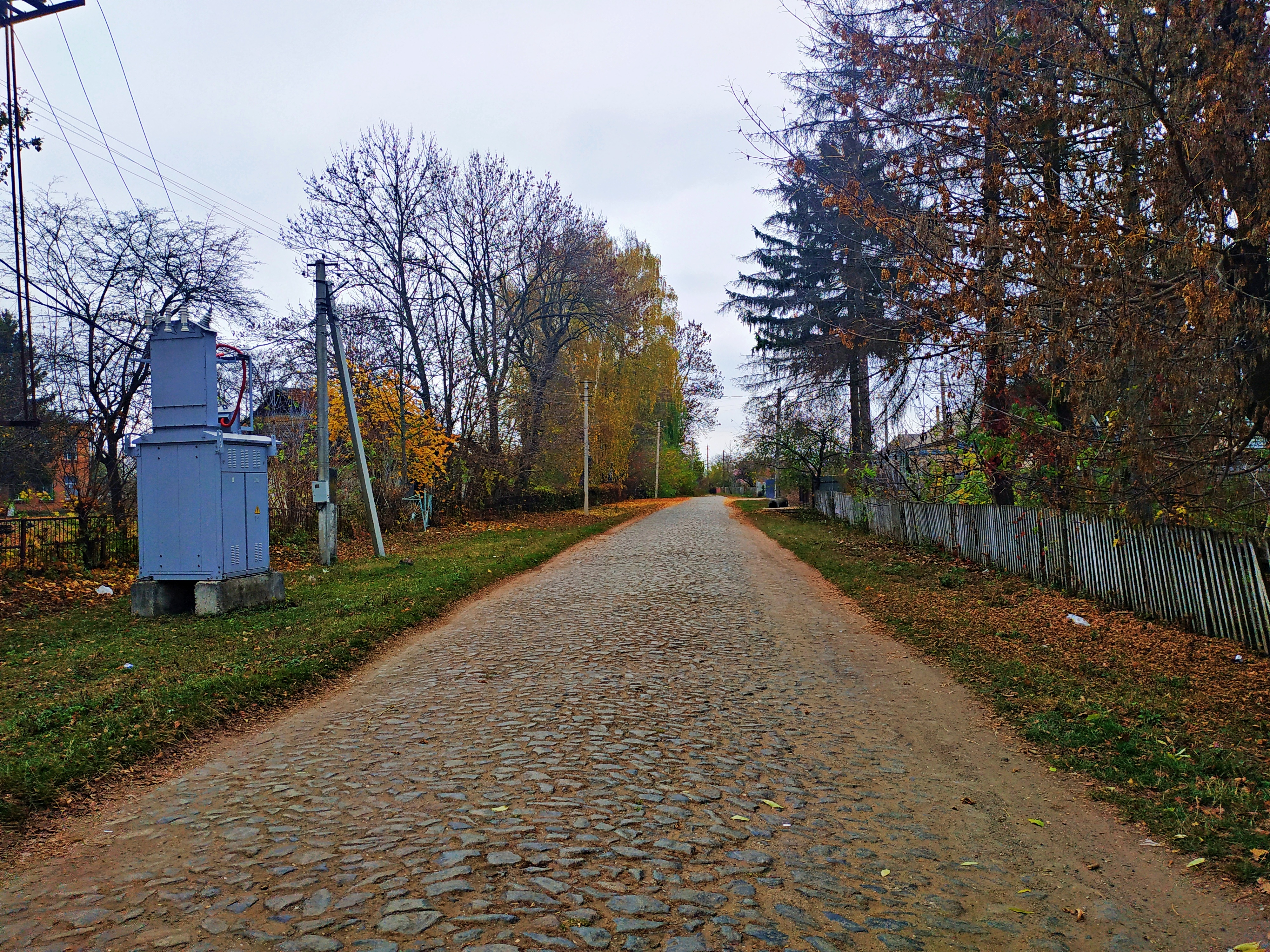
Забрукована вулиця в Масівцях

За досягнуті успіхи в колгоспному виробництві 10 осіб нагороджено орденами й медалями, а бригадирів рільничих бригад І. Т. Кирилюка, І. О. Малюту і голову колгоспу І. Г. Савчука — орденом Леніна. У 1939 році колгосп «Червона нива» був учасником Всесоюзної сільськогосподарської виставки. В селі розміщувалася центральна садиба колгоспу «Країна Рад», який обробляв 1,5 тис. га орної землі. Господарство спеціалізувалось на відгодівлі великої рогатої худоби і свиней, вирощувало зернові та технічні культури. Допоміжні підприємства — млин і пилорама.
За героїзм і мужність, виявлені на фронтах Німецько-радянської війни, 184 воїни нагороджено орденами й медалями.
Пам'ятник жертвам Голодомору 1932—1933 років
Пам'ятник загиблим воїнам Другої світової війни

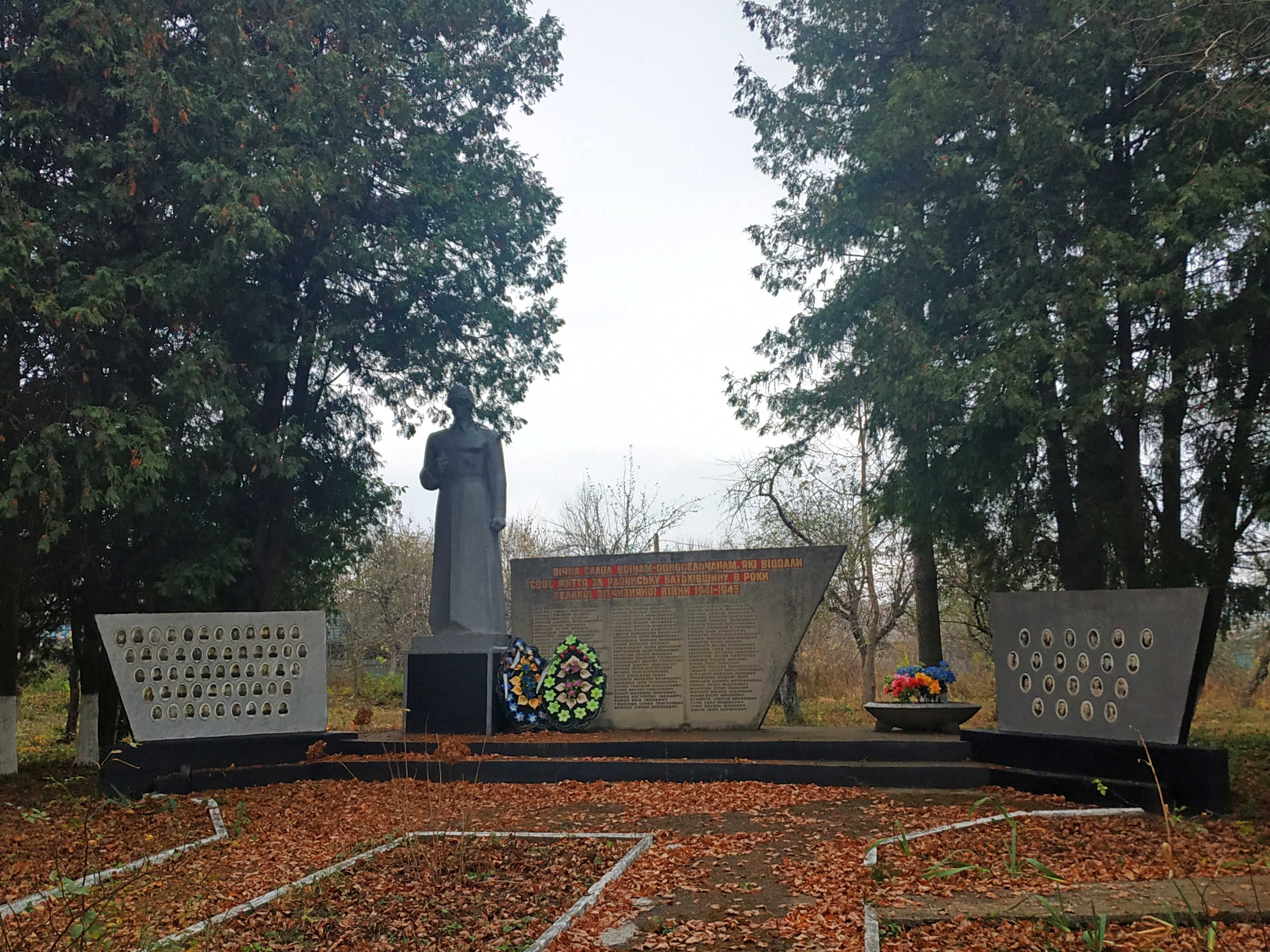
Меморіал загиблим односельчанам
Фото загиблих воїнів Другої світової війни із с. Масівці
Фото загиблих воїнів Другої світової війни із с. МасівціФото загиблих воїнів Другої світової війни із с. Масівці
Фото загиблих воїнів Другої світової війни із с. Масівці
Фото загиблих воїнів Другої світової війни із с. Масівці

## Населення

### Мова
Розподіл населення за рідною мовою за даними перепису 2001 року:
| Мова            | Кількість | Відсоток |
| --------------- | --------- | -------- |
| українська      | 854       | 94.89%   |
| російська       | 22        | 2.45%    |
| румунська       | 11        | 1.22%    |
| вірменська      | 3         | 0.33%    |
| білоруська      | 2         | 0.22%    |
| циганська       | 1         | 0.11%    |
| інші/не вказали | 7         | 0.78%    |
| Усього          | 900       | 100%     |

## Інфраструктура
- Загальноосвітня школа І-III ступенів (вул. Центральна)
- Дитячий садок
- Будинок культури (вул. Центральна)
- Свято-Михайлівська церква. Побудована у 1782 році, дерев'яна, трикупольна, 1852 року була прибудована дзвіниця. У роки правління комуністичного режиму церква була повалена, на її місці побудована нова.
- Амбулаторія
- Бібліотека (книжковий фонд становить, понад п'ять тисяч одиниць)
- Аптека (вул. Центральна, 29)
- Працюють декілька магазинів продовольчих та господарських товарів
- Є два кладовища, старе не діє з 1848 року
- Також у селі є ставок

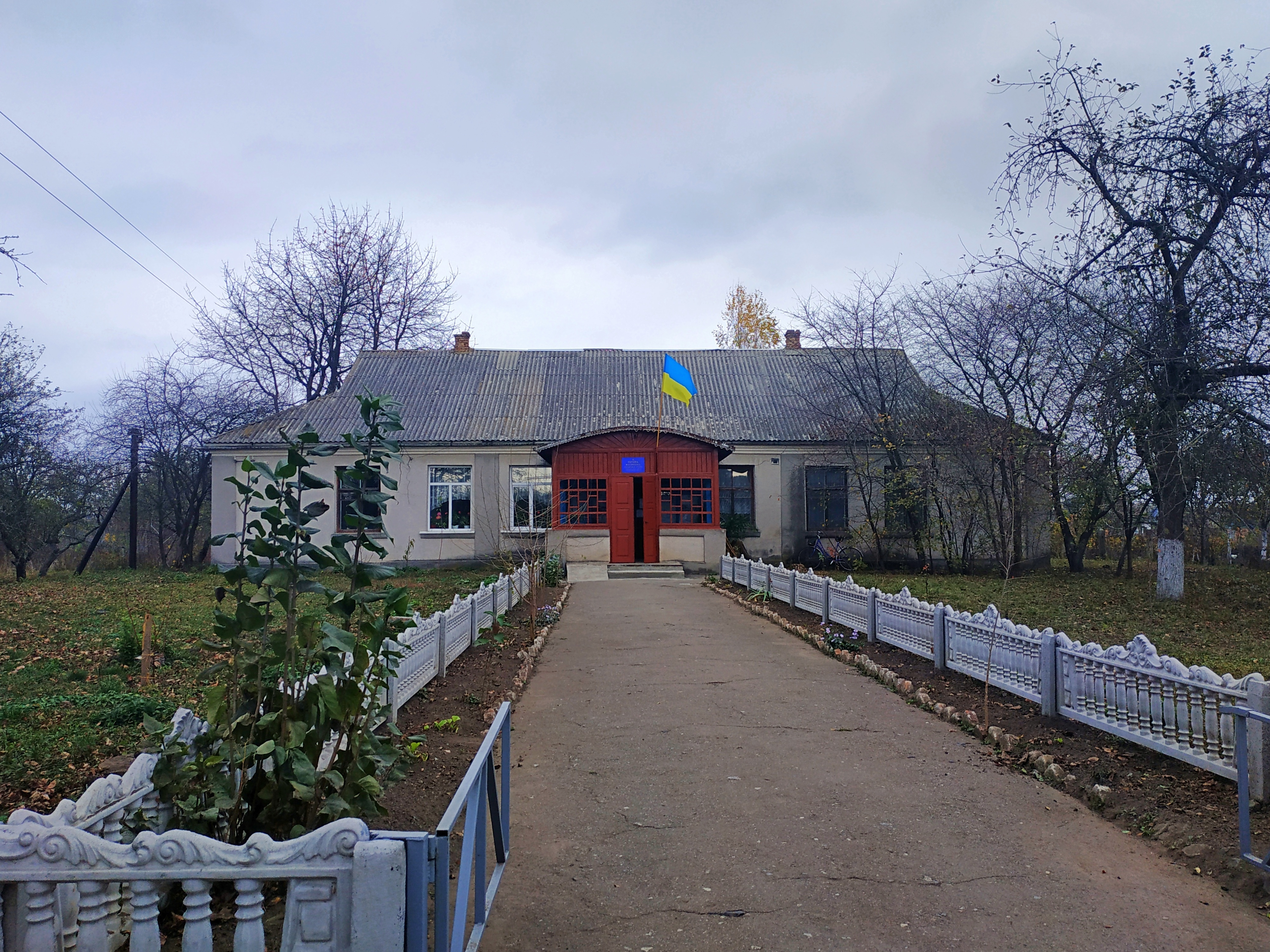
Будівля Масівецької сільської ради
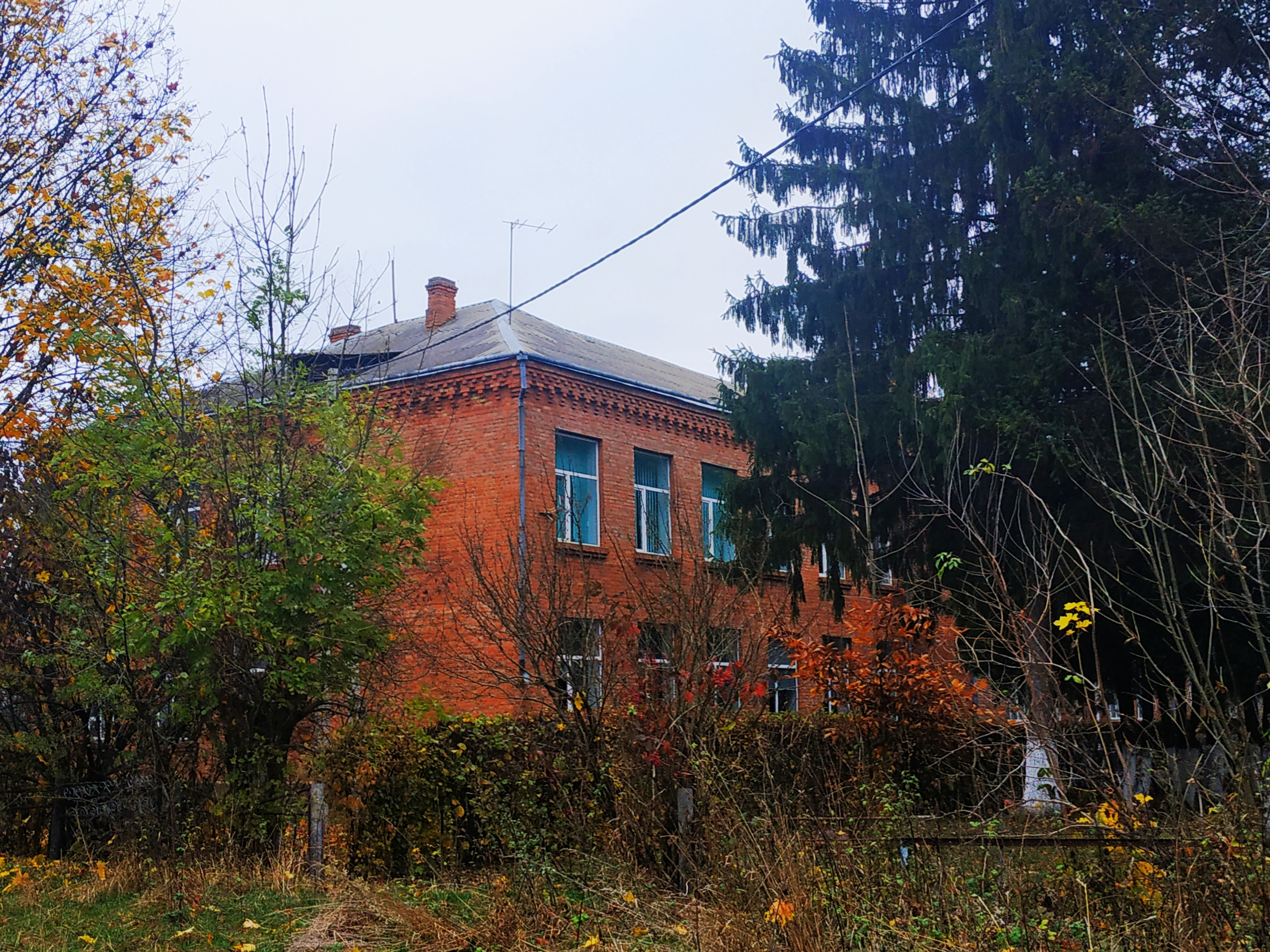
Школа в Масівцях
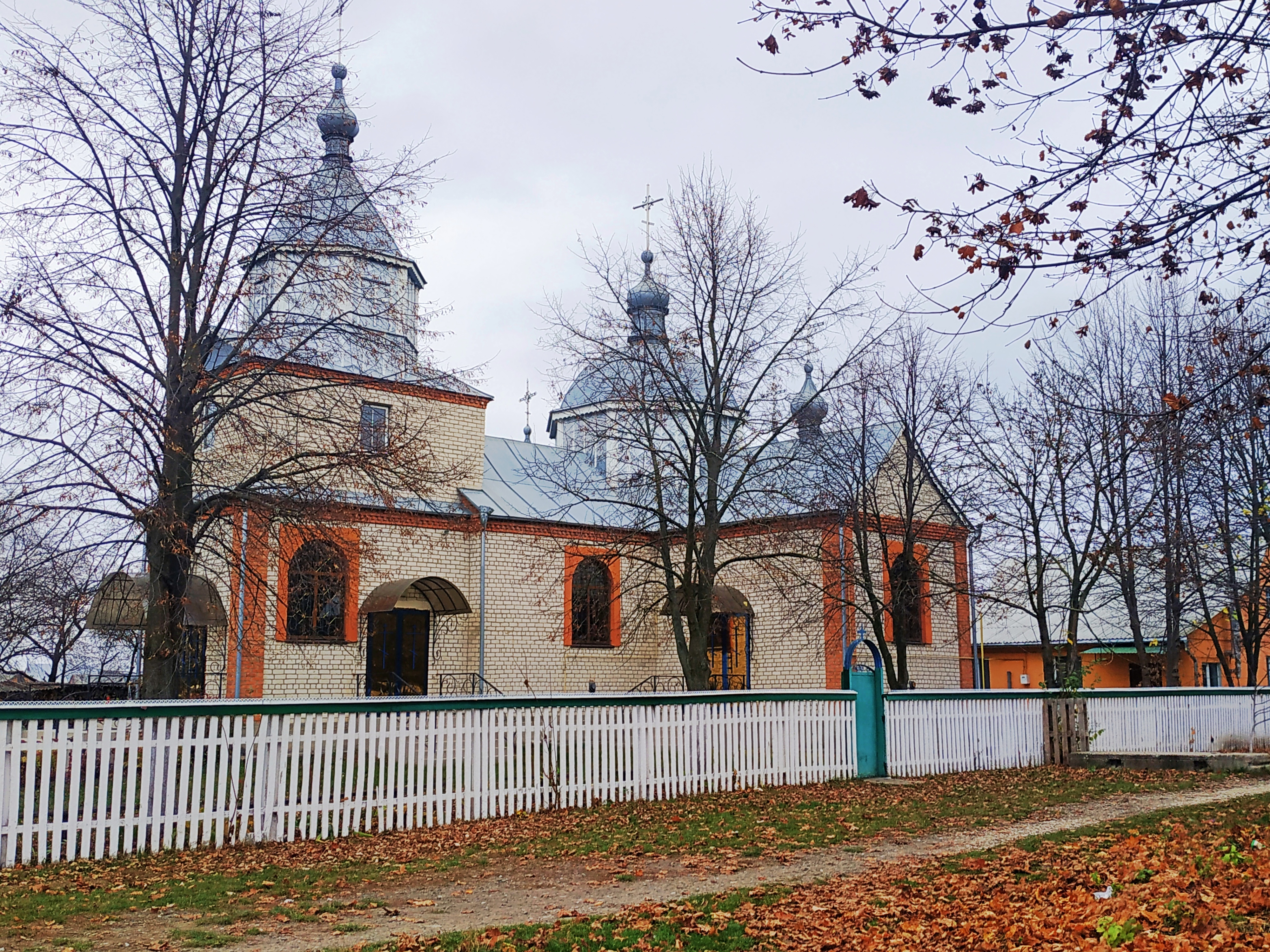
Свято-Михайлівська церква
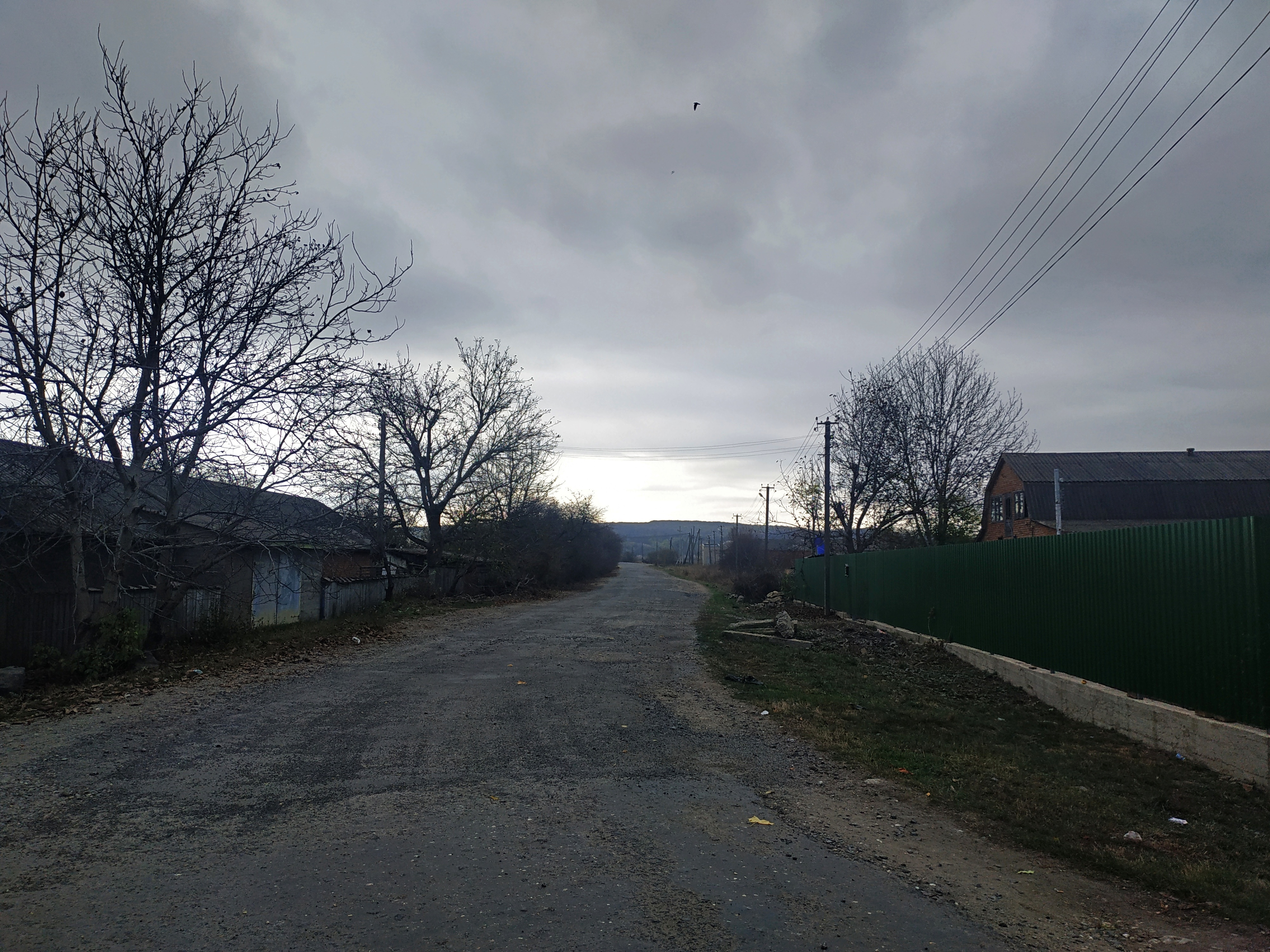
Одна із вулиць села
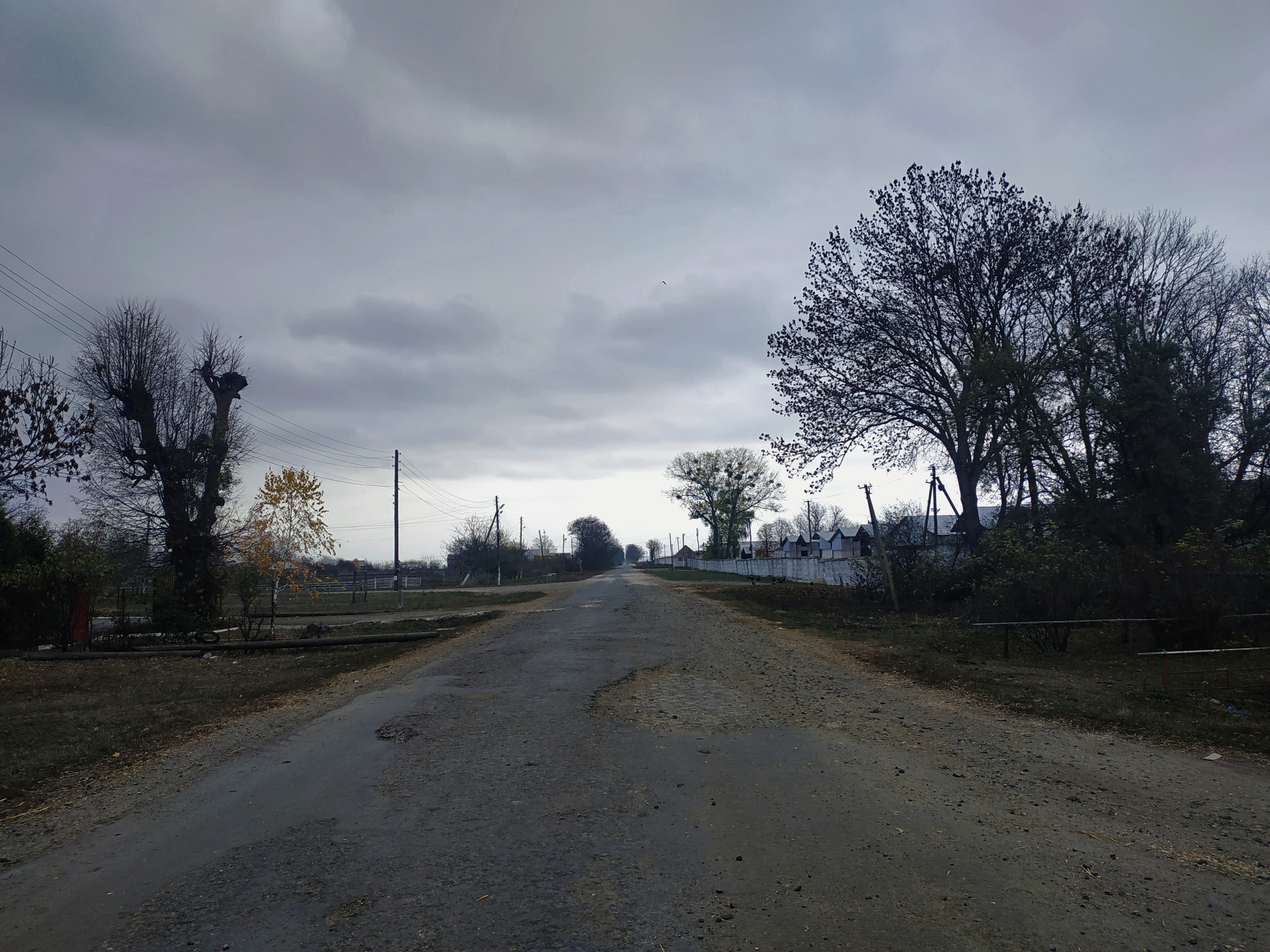
Вулиця Центральна в напрямку Голоскова
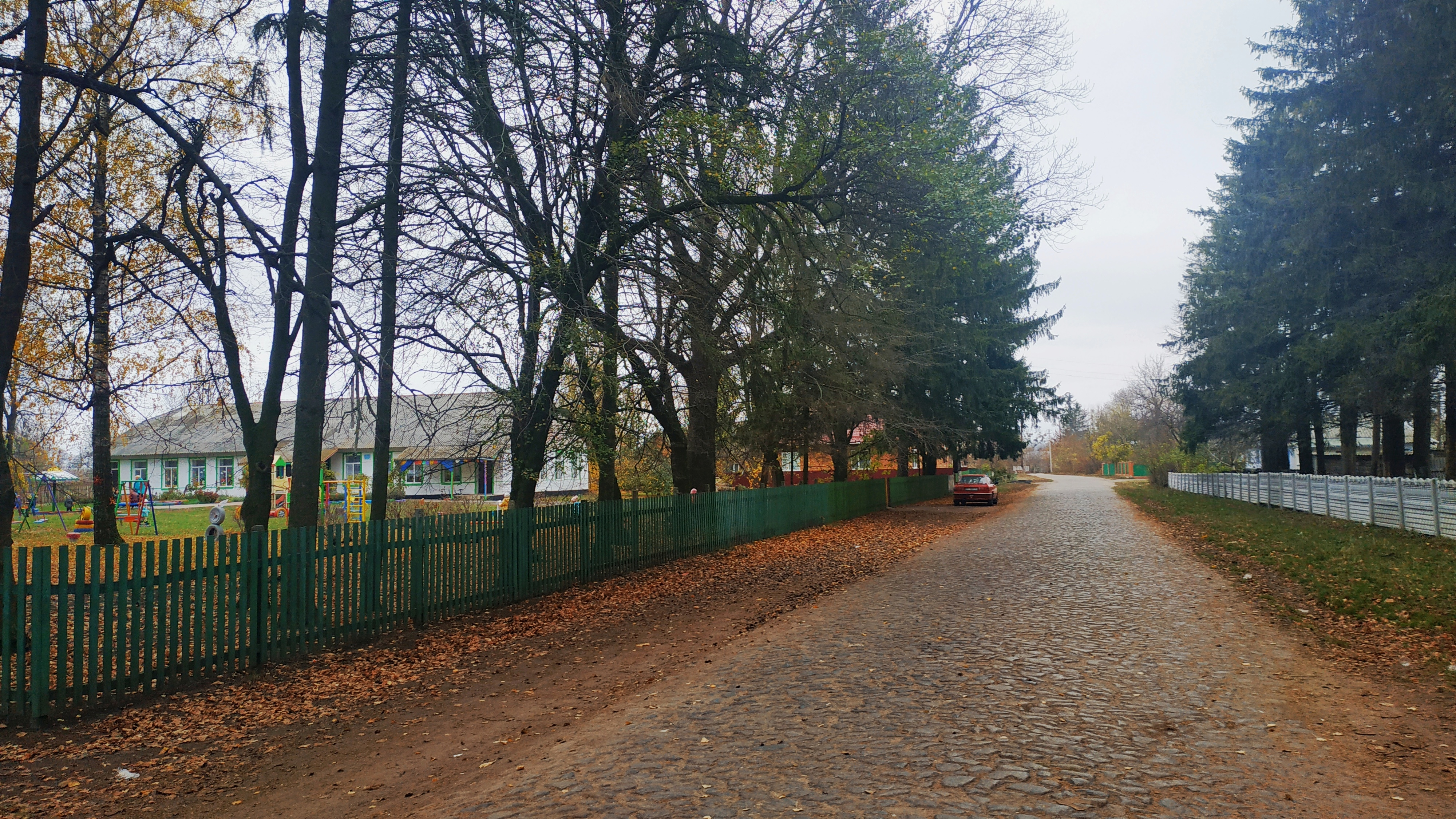
Забрукована вулиця в Масівцях поблизу дитячого садка

## Метричні книги
У м. Хмельницькому є Державний обласний архів, у якому зберігаються метричні книги сіл, що передавались із церковних храмів до архівів. У них велись записи про народження, одруження та смерть.
Метричні книги с. Масівці:
- Фонд 18, опис 1
- Книга 1175—256 ст. (1863—1875 роки); Книга 1176—287 ст. (1876—1888 роки); Книга 1177—114 ст. (1889—1892 роки); Книга 1178—123 ст. (1893—1896 роки); Книга 1179—161 ст. (1897—1901 роки); Книга 1180—171 ст. (1902—1907 роки);
- Фонд 18, опис 2
- Книга 1003 09/03 — 01 — 150 ст. (1908—1913 роки); Книга 1004 09/03 — 01 — 126 ст. (1914—1921 роки).

У Центральному державному історичному архіві України, м. Київ також знаходяться метричні книги с. Масівці:
- Фонд 224, опис 1
- Книга 759 (1782—1799 роки)
- Книга 760 (1754—1772 роки)
- Книга 781 (1748—1758 роки)